# Ensopado uruguayo

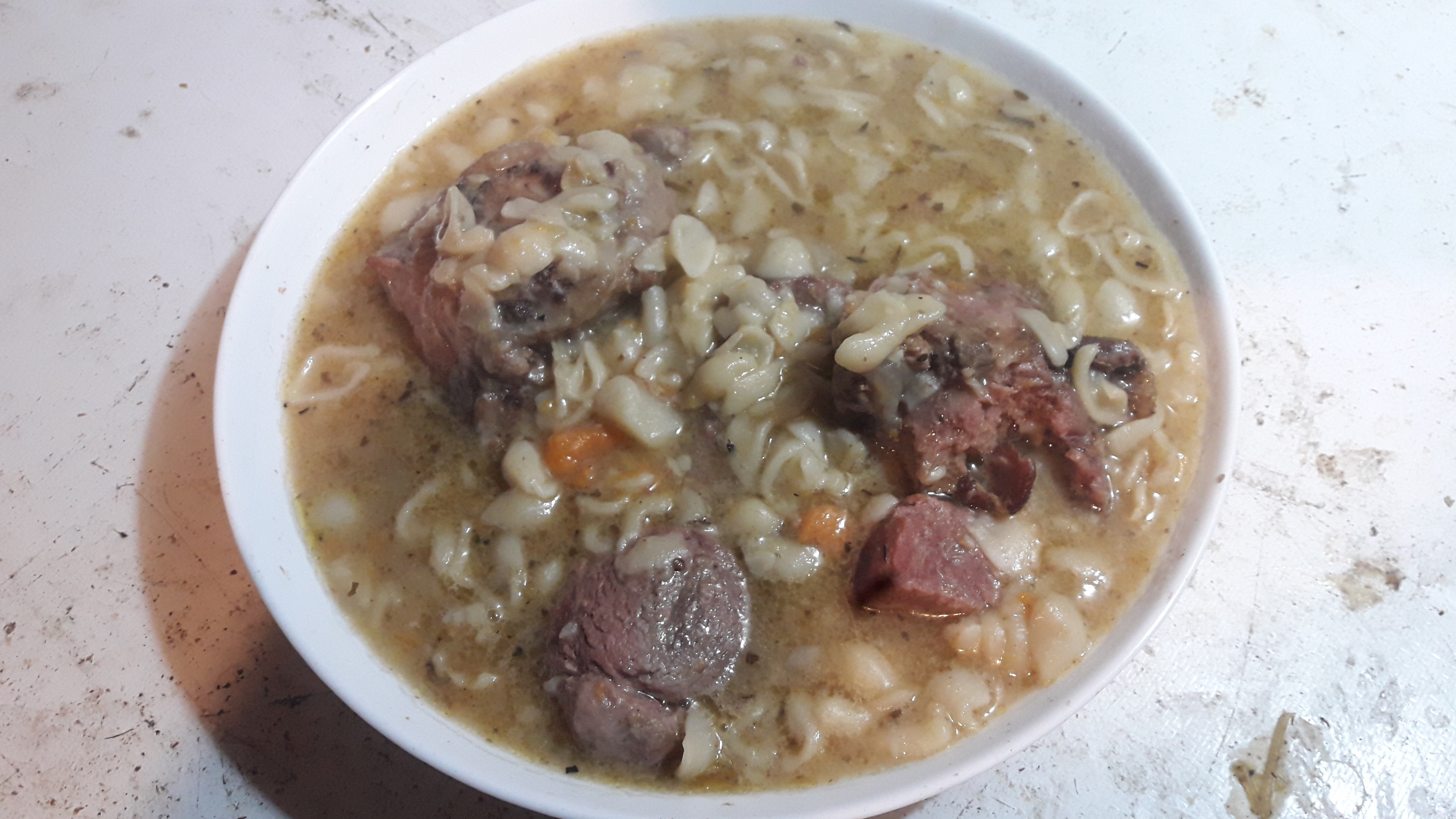
Ensopado uruguayo servido en un plato

El ensopado uruguayo o simplemente ensopado, es una comida de olla, tradicional, campestre y económica de la gastronomía de Uruguay. Se trata de un guiso caldoso o aguado que se caracteriza por contener siempre fideos, según una fuente, demasiado caldoso para ser un sopón o un guiso carrero y poco cocido como para llegar a ser una sopa o un puchero. Otra característica no escrita, es que la carne ha de cortarse en trozos grandes.
Toma el nombre, posiblemente, del ensopado de la gastronomía portuguesa, muy difundido y con diferentes versiones en la gastronomía de Brasil, a pesar de ser todos estos platos distintos.
El ensopado portugués es fundamentalmente una sopa de cordero, condimentada con cebolla, ajo, perejil y vinagre, a la que se agregan migas de pan, mientras que en algunas versiones en Brasil, como el ensopado de turu, se trata de un salteado de moluscos, el término derivó en la denominación de este plato por giros lingüísticos con el español y las características ya citadas.
El ensopado uruguayo se elabora con carne, por lo general de cordero, ya que es la carne más común en el campo, pero también puede contener pollo o gallina. Su elaboración es bastante sencilla, se corta la carne y se pica finamente las verduras, que pueden contener papa, zapallo, cebolla, ajo, apio, nabo, morrón, repollo, se hierve la carne en abundante caldo y cuando esté casi cocida se añaden las verduras todas juntas y cuando este todo bien cocido, se añaden los fideos. Las verduras han de quedar sancochadas para que suelten almidón.
Más allá de estos pasos e ingredientes básicos hay bastante discrepancia entre fuentes, algunas aseguran que los fideos deben ser largos, otras que han de usarse dedales (ditalini), que no debe usarse pimentón, ni tomate ni ningún otro condimento que no sea provisto por cebolla, ajo y las demás verduras o todo lo contrario, o que los ingredientes no deben saltearse. Incluso recomiendan disolver huevo batido en el caldo.
Sin embargo, todas coinciden que un ensopado debe llevar carne, verduras, abundante caldo y fideos y algunas declaran implícita o explícitamente que no debe llevar porotos.